# Metagonia hondura
Metagonia hondura is een spinnensoort uit de familie trilspinnen (Pholcidae). De soort komt voor in Costa Rica.